# British UFO Research Association
La British UFO Research Association (BUFORA) è la principale associazione ufologica del Regno Unito. Fondata nel 1962, ha promosso un codice di comportamento per la ricerca della verità sugli avvistamenti UFO ed ha pubblicato numerose riviste sull'argomento:
- 1965-1982 BUFORA Journal
- 1979-1989 Journal of Transient Aerial Phenomena (JTAP)
- 1982-1989 BUFORA Bulletin
- 1989-1998 Bulletin
- 1998- 2002 BUFORA Bulletin
- 2002-2005 New BUFORA Journal